# Unidades de Transformación y Organización Para la Inclusión y la Armonía Social (Utopías)

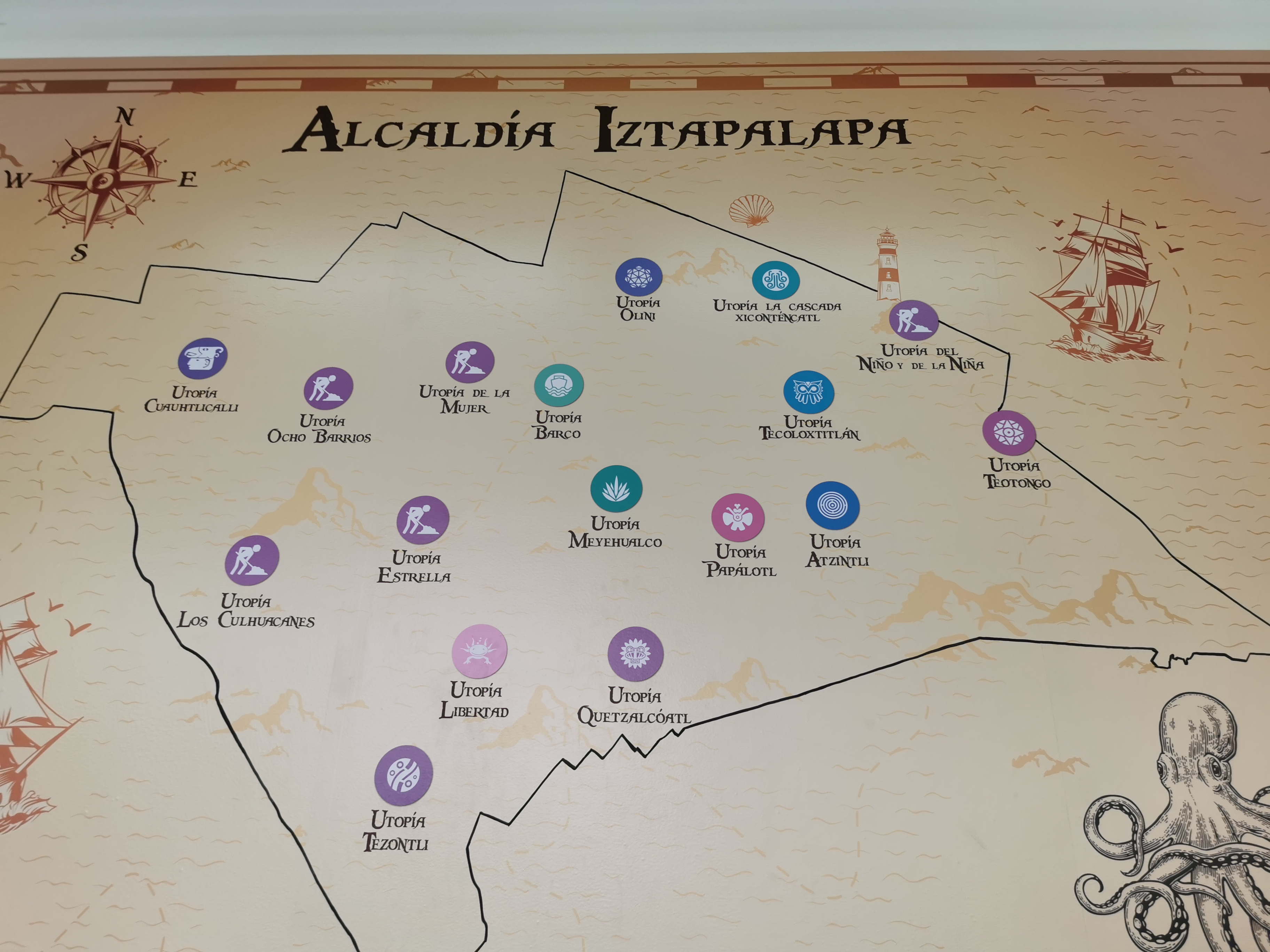
Mapa de las Utopías en Iztapalapa

Las Unidades de Transformación y Organización Para la Inclusión y la Armonía Social o mejor conocidas como UTOPÍAS son centros con infraestructura especializada para deporte, arte, educación, cultura, salud, recreación y la defensa de los derechos. Cuentan con equipamiento deportivo y cultural, así como con espacios para personas con discapacidad, foros al aire libre, auditorios y espacios diversos en donde se pueden realizar actividades de entretenimiento, aprendizaje y deportivas. Están ubicadas y gestionadas por la alcaldía Iztapalapa.
En octubre de 2024 este proyecto fue premiado en la categoría de mejores prácticas de gobierno por el Observatorio Internacional de Democracia Participativa OIDP, una red internacional de ciudades y académicos con más de 20 años de existencia.

A partir de finales del 2019, 543 mil 907 metros cuadrados de espacio público fueron transformados con el objetivo de atender la recreación de la población de Iztapalapa y con ello fomentar la regeneración del tejido social, sobre el tema la alcaldesa Clara Brugada declaró:
Vivimos una situación difícil en Iztapalapa porque hay poco espacio público, desigualdad a nivel económico, es difícil la movilidad de los casi dos millones de habitantes y además la escasez de agua, por eso buscamos que con las Utopías las generaciones de niños en Iztapalapa tengan un espacio público libre de delincuencia donde puedan desarrollarse.
Las Utopías son de acceso gratuito, incluyendo los talleres y las actividades que se imparten, en cada una hay, al menos, un espacio deportivo, un foro o auditorio, un espacio recreativo, una casa de atención para la mujer y un espacio de aprendizaje. Sumando doce albercas semiolímpicas y una olímpica, tres albercas recreativas, una pista BMX,  doce casas de atención para la mujer Siemprevivas, nueve foros al aire libre, ocho auditorios, tres lagos artificiales, una pista de hielo, canchas de tenis y de voleibol de playa, tres aviones biblioteca Biblioavión, un velódromo, una escuela de cine y una escuela de música, y un parque temático de dinosaurios robotizados.

## Utopías

### Barco Utopía

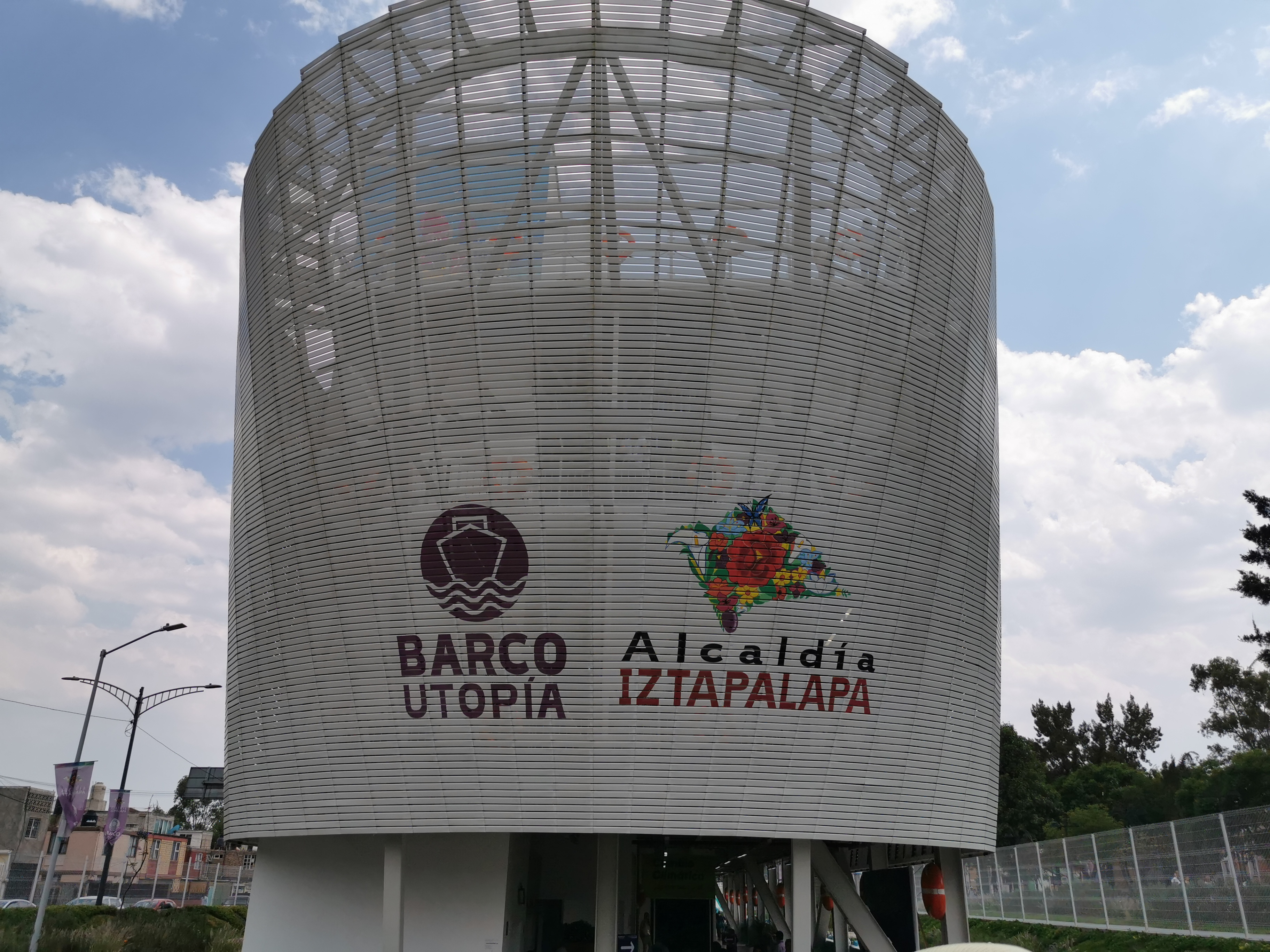
Barco Utopía

Es un barco gigante ubicado en medio de periférico oriente, está especializada en actividades para las infancias con una pantalla gigante, un acuario virtual, una sala de información sobre violencia infantil y escuelas de diseño, animación y creación de música digital.

### Utopía Meyehualco
En esta Utopía hay un parque de dinosaurios robotizados al aire libre, conocido como Iztapasauria, una alberca olímpica, velódromo, escuela de música y cine, casa de día para personas mayores, centro de rehabilitación física, canchas de futbol y basquetbol.

### Utopía Cuauhtlicalli

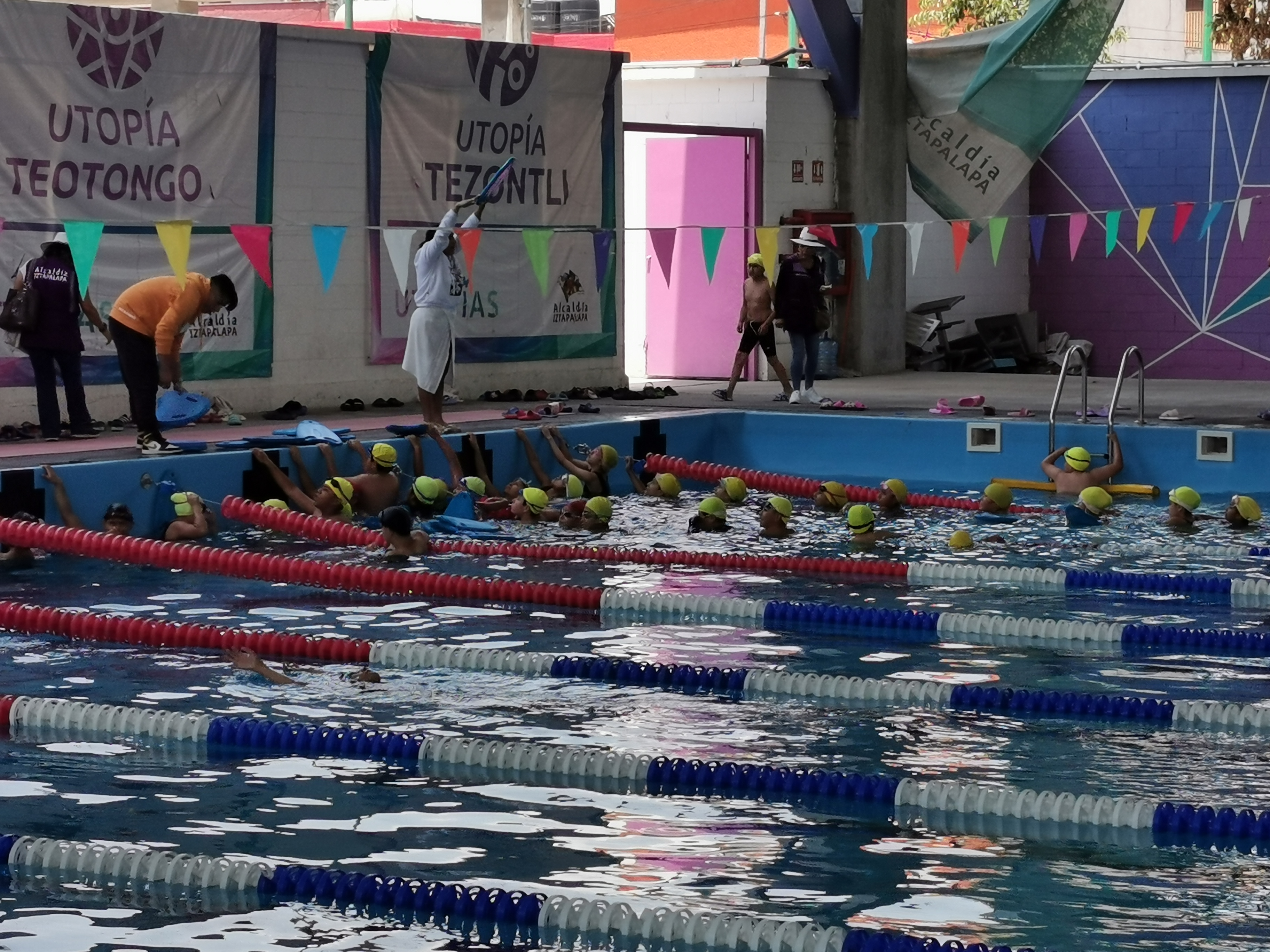
Alberca olímpica en Utopía Meyehualco

Cuenta con alberca, centro de box, gimnasio, cancha de futbol y multicancha con piso de duela.

### Utopía Quetzalcóatl
Esta Utopía incluye el Parque Cuauhtémoc y los camellones de Villa Franqueza y Villa Cid, tiene parkour, parque de patinaje (skatepark), un simulador de vuelo, muro para escalar, cancha de futbol rápido y alberca semiolímpica.

### Utopía Tecoloxtitlan
Rescate del parque Lucio Blanco, cuenta con temazcal tradicional, espejos de agua, kiosko, juegos infantiles y pista para trotar.

### Utopía La Cascada

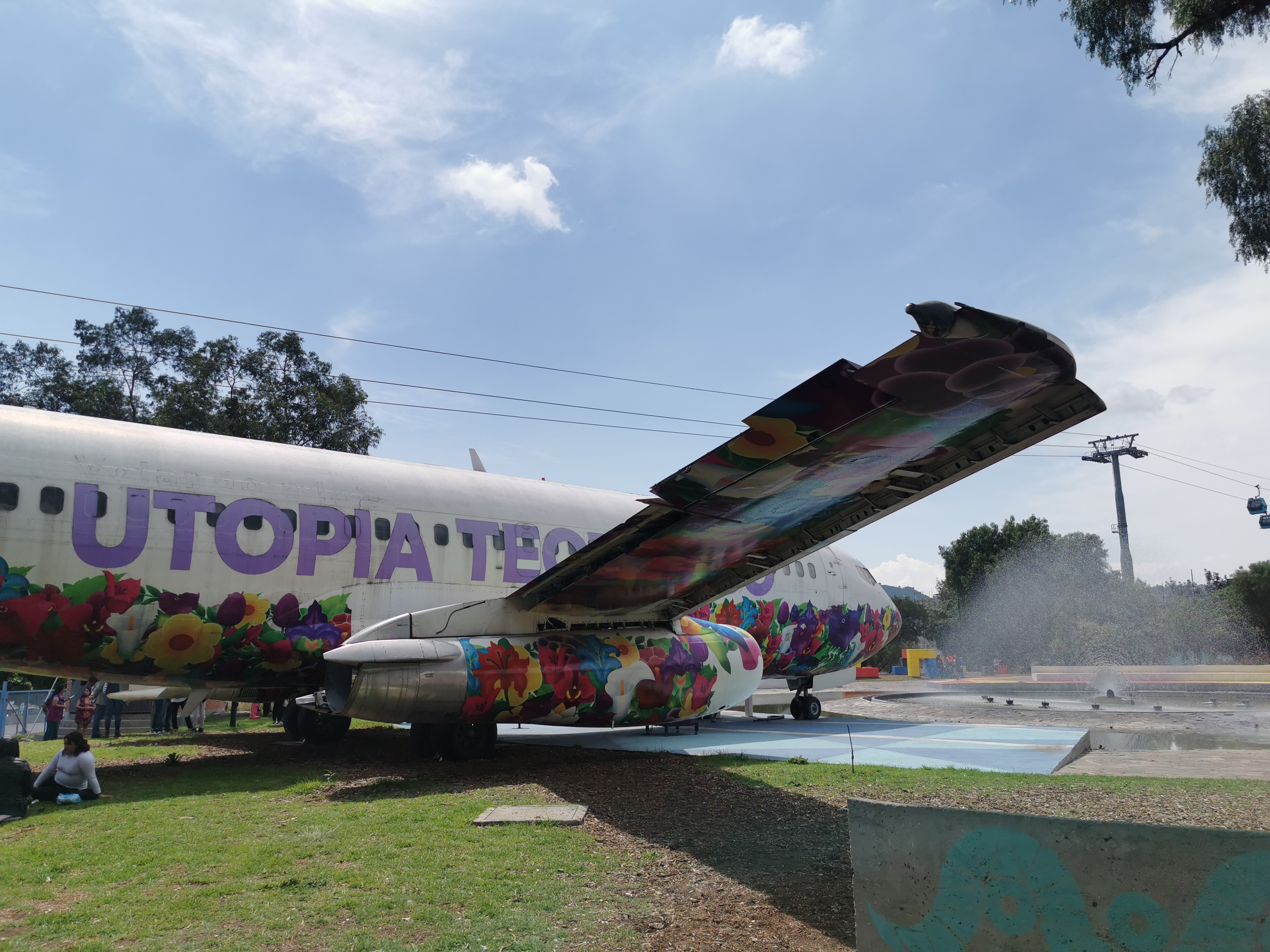
Biblioteca avión en Utopía Teotongo

Cuenta con canchas deportivas, clases de box, pista para trotar, foro al aire libre, y escuela de música y danza.

### Utopía Libertad
Se construyó en un predio contiguo al Reclusorio Oriente. Tiene una alberca semiolímpica, multicanchas, cancha de tenis y de voleibol de playa, trotapista, tren lúdico, zona de juegos infantiles, invernadero de hidroponía y acuaponía, ajolotario, mariposario, tortugario, cocina saludable, granja interactiva, huertos urbanos, planetario, lavandería popular, spa para mujeres y una Siempreviva.

### Utopía Teotongo
Cuenta con una alberca semiolímpica, lago artificial que es abastecido con agua de lluvia, pista de patinaje, talleres de artes, centro de box, pista de patinaje y parkour, pantalla de agua con fuentes de luces, aulas para actividades culturales y un Biblioavión con espacios para lectura, computadoras, simulador de vuelo y talleres.

### Utopía Olini
Es utopía más grande, con 94 mil metros cuadrados, tiene tres albercas semiolímpicas, alberca de olas, pista de atletismo, pista de hielo, gimnasio al aire libre, lago artificial, skatepark, aulas para talleres culturales, carpas geodésicas, foro al aire libre y talleres de artes

### Utopía Papalotl
Alberca semiolímpica, trotapista, canchas de usos múltiples, gimnasio al aire libre, skate park, juegos infantiles, auditorio, aulas para talleres culturales. Y en honor a su nombre (mariposa en náhuatl) cuenta con un mariposario y un orquideario.

### Utopía Tezontli
Lago artificial, dos canchas de futbol empastadas, centro acuático, pista de BMX, centro de alto rendimiento de boxeo, trotapista, alberca semiolímpica, muro de escalar, juegos infantiles, auditorio, área de talleres culturales y frontón.

### Utopía Atzintli
Alberca semiolímpica, auditorio, trotapista, audiorama, centro acuático, ring de boxeo, gimnasio, aulas para talleres culturales, espacios para adultos mayores y personas con discapacidad, mariposario y orquideario.

## Reconocimientos
- En 2021 en el IV Foro Latinoamericano y del Caribe de Vivienda y Hábitat fueron ganadoras de la categoría Acción x la vivienda y los asentamientos frente al COVID19.
- Utopía Estrella en Iztapalapa gana premio de oro suizo en los Holcim Awards en 2023

- En 2023 las Utopías fueron la imagen de billetes de Lotería Nacional.[11][12][13][14][15]